# Operazione Juno
Operazione Juno (in tedesco Unternehmen Juno) era il nome in codice di un'operazione militare lanciata dalla Kriegsmarine tedesca dal 4 al 15 giugno 1940, nell'ambito della campagna di Norvegia della seconda guerra mondiale; l'azione consisteva essenzialmente in un attacco mordi-e-fuggi da parte di una squadra navale tedesca guidata dall'ammiraglio Wilhelm Marschall contro le unità navali Alleate, impegnate nelle operazioni al largo della costa settentrionale della Norvegia.
Quello che l'alto comando tedesco ignorava era che, in quegli stessi giorni, erano in corso le operazioni di evacuazione via mare dei contingenti Alleati impegnati nella battaglia di Narvik (operazione Alphabet): tre distinti convogli navali carichi di truppe ed equipaggiamenti, scortati da svariate unità navali della Royal Navy britannica, avevano preso il largo dalle coste norvegesi tra il 6 ed il 7 giugno, dirigendosi verso la Gran Bretagna. Le unità di Marschall entrarono in contatto ed affondarono diverse unità che navigavano isolate (tra cui la portaerei britannica HMS Glorious), ma non riuscirono ad intercettare nessuno dei convogli Alleati, che poterono così portare a termine l'evacuazione senza perdite.

## Antefatti
Il 9 aprile 1940 le truppe tedesche lanciarono l'operazione Weserübung, il piano d'invasione di Danimarca e Norvegia: sei gruppi navali tedeschi vennero inviati ad occupare altrettante località strategiche lungo la costa norvegese, cogliendo di sorpresa i difensori; le truppe tedesche si impadronirono rapidamente dei loro obiettivi, assicurandosi il controllo della Norvegia meridionale e centrale, e respingendo i contrattacchi del soverchiato esercito norvegese, appoggiato anche da contingenti terrestri inviati da Regno Unito e Francia. Solo nel nord i tedeschi subirono una battuta d'arresto: il contingente del generale Eduard Dietl, inviato ad occupare lo strategico porto di Narvik, riuscì a portare a termine la sua missione con successo, ma rimase bloccato nella città dalla pronta reazione della Royal Navy, che lo tagliò fuori dal resto delle forze tedesche. Il 15 aprile un contingente di truppe britanniche, francesi e polacche giunse a dar man forte ai difensori norvegesi, stringendo le truppe di Dietl in una morsa; favoriti dal terreno e dalle condizioni meteo, i tedeschi resistettero a lungo agli attacchi Alleati, finché, il 28 maggio, non vennero costretti ad abbandonare Narvik sotto lo schiacciante peso degli assalti nemici. Le truppe di Dietl ripiegarono in una posizione difensiva vicino alla frontiera con la neutrale Svezia e vi si attestarono, in attesa dell'attacco finale Alleato.
Il successo davanti a Narvik giungeva però in un pessimo momento per gli Alleati: il 10 maggio i tedeschi avevano lanciato l'operazione Fall Gelb, l'attacco contro Francia, Belgio e Paesi Bassi, e tra il 12 ed il 15 maggio i panzer del generale Heinz Guderian sfondarono il fronte a Sedan, mandando in crisi tutto lo schieramento Alleato. Il 24 maggio, davanti alla prospettiva di un annientamento dell'intera British Expeditionary Force a Dunkerque, il governo britannico, ora presieduto da Winston Churchill, decise di ritirare l'intero contingente Alleato dalla Norvegia. L'evacuazione iniziò il 4 giugno, sotto la direzione del contrammiraglio John Vivian: vennero organizzati tre convogli navali, due costituiti dalle navi più veloci e destinati al trasporto delle truppe, ed uno con le navi più lente per gli equipaggiamenti; la scorta sarebbe stata garantita dalle portaerei Glorious ed HMS Ark Royal, dagli incrociatori leggeri HMS Southampton e HMS Coventry, e da 11 cacciatorpediniere, mentre a Scapa Flow altre unità della Home Fleet dell'ammiraglio Charles Forbes attendevano di incontrare a metà strada i convogli provenienti da Narvik. Per sfuggire ai ricognitori della Luftwaffe, le operazioni di imbarco si svolsero di notte, disperdendo le unità in una serie di fiordi ed insenature minori, ed impiegando i cacciatorpediniere ed i pescherecci norvegesi per fare la spola tra la riva e le navi da trasporto.
Fin dalla conclusione di Weserübung l'alto comando della Kriegsmarine aveva progettato una nuova azione navale, impiegando il grosso della squadra da battaglia in un raid contro le unità Alleate che operavano davanti alle coste norvegesi; le gravi perdite patite dalle unità leggere di scorta avevano però suggerito di rinviare il piano a data da destinarsi. L'isolamento delle truppe di Dietl, ed il pericolo di un loro possibile annientamento, fecero sì che il piano venisse riproposto: il 14 maggio, mentre si delineava ormai la vittoria decisiva sul fronte francese, il Großadmiral Erich Raeder presentò ad Hitler la bozza preliminare dell'operazione Juno; il piano venne approvato ed ulteriormente ampliato il 27 maggio, comprendendo una lunga sortita verso le acque settentrionali del mar di Norvegia, dove operava un gran numero di unità navali britanniche. L'autorizzazione finale all'esecuzione del piano venne data il 29 maggio, ed il comandante della flotta di superficie tedesca, ammiraglio Wilhelm Marschall, venne messo a capo dell'operazione, che prevedeva un raid contro le unità nemiche da guerra o mercantili nelle zone attorno Harstad e l'Ofotfjord (il fiordo di Narvik); nell'azione sarebbero state impiegate le due navi da battaglia Scharnhorst e Gneisenau (nave ammiraglia della squadra), l'incrociatore pesante Admiral Hipper, e quattro cacciatorpediniere come scorta (Z7 Hermann Schoemann, Z10 Hans Lody, Z15 Erich Steinbrinck e Z20 Karl Galster).

## L'operazione

### Mosse iniziali

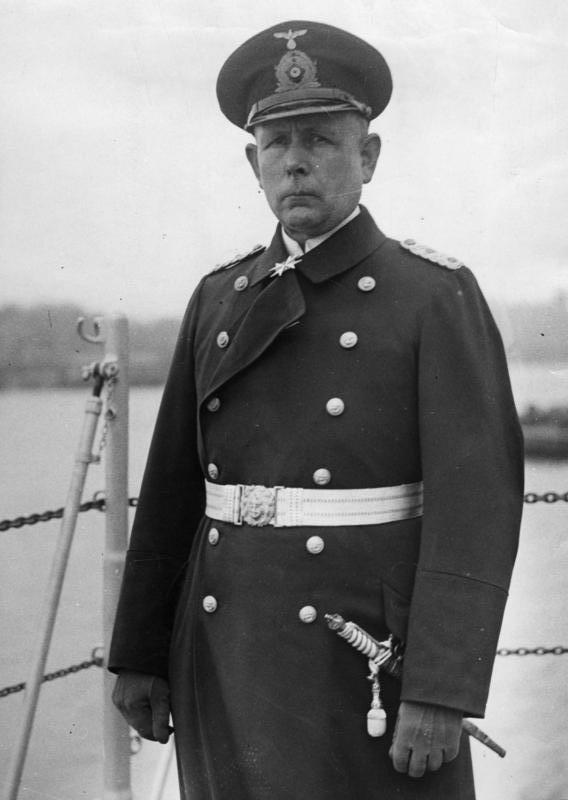
L'ammiraglio Wilhelm Marschall, comandante della squadra tedesca

La squadra di Marschall lasciò il porto di Kiel alle 7:00 del 4 giugno 1940; per il primo tratto del loro percorso, le unità tedesche vennero accompagnate dalle torpediniere Classe Möwe Falke e Jaguar, dalla fregata antisommergibile F6 e dal dragamine Sperrbrecher IV, come scorta da possibili attacchi dei sommergibili britannici nello Skagerrak. In aggiunta, le petroliere Adria, Samland, Nordmark e Dithmarschen, unitamente alla nave-officina Huascaran, vennero inviate nella zona in cui dovevano operare le navi di Marschall, onde fornire loro supporto logistico. Alle 6:30 del 5 giugno le unità tedesche doppiarono Skagen, la punta estrema della Danimarca; poco dopo mezzogiorno, Marschall distaccò le unità di scorta inviandole verso Wilhelmshaven, e proseguì con la sua squadra verso nord-ovest alla velocità di 24 nodi, sfruttando i fronti temporaleschi come copertura dalla ricognizione britannica. Per la mattina del 6 giugno la squadra si trovava ben al largo di Bergen, proseguendo spedita verso nord attraverso la zona centrale del mare del Nord; alle 19:25, ormai ben lontani dal raggio d'azione degli aerei della Royal Air Force di base in Gran Bretagna, le unità tedesche si incontrarono con la petroliera Dithmarschen per rifornire di carburante la Admiral Hipper ed i cacciatorpediniere, che godevano di una autonomia minore rispetto alle due navi da battaglia; Marschall stimò che le sue unità non sarebbero arrivate davanti ad Harstad prima del 9 giugno.
Nella prima mattinata del 7 giugno, i ricognitori della Luftwaffe avvistarono un convoglio di navi Alleate circa 240 km a sud-ovest delle navi di Marschall, ma lo ritennero un gruppo di navi da trasporto vuote che rientravano in patria; poco dopo mezzogiorno, invece, i ricognitori tedeschi individuarono non meno di tre gruppi di navi da guerra britanniche nei dintorni dell'Andfjord. Il doppio avvistamento venne comunicato alla squadra tedesca solo alle 20:00 di quello stesso 7 giugno, mentre Marschall era a colloquio sulla Gneisenau con i comandanti delle altre unità; nonostante il comando della marina insistesse per proseguire l'azione davanti ad Harstad, Marschall decise invece di dirigersi verso il convoglio navale, scelta poi approvata da Raeder. Alle 22:15 le unità tedesche interruppero la rotta per Harstad e si diressero verso sud-ovest.
Le unità avvistate dai ricognitori tedeschi e scambiate per scafi vuoti erano in realtà il primo gruppo navale britannico, partito da Narvik la mattina del 6 giugno, e composto dal convoglio lento che trasportava gli equipaggiamenti e dal primo convoglio veloce carico di truppe; questo convoglio era scortato solo da alcuni pescherecci armati, in quanto i cacciatorpediniere erano necessari per completare le operazioni di imbarco. Le navi da guerra avvistate a mezzogiorno erano invece le unità di scorta al secondo convoglio di trasporti truppe, in attesa davanti a Tromsø del completamento delle operazioni di evacuazione; il convoglio lasciò le acque norvegesi la sera del 7 giugno, scortato dagli incrociatori Southampton e Coventry e da cinque cacciatorpediniere, mentre le portaerei Ark Royal e Glorious (con cinque cacciatorpediniere di scorta) fornivano copertura aerea. L'incrociatore HMS Devonshire muoveva invece per conto proprio da Tromsø, dove aveva imbarcato il re Haakon VII di Norvegia, il governo e lo stato maggiore dell'esercito norvegese.
Così come i tedeschi non avevano notato l'evacuazione Alleata da Narvik, al tempo stesso i britannici non avevano sentore della presenza in zona delle navi di Marschall: da quasi due mesi, da quando cioè i tedeschi avevano completato le operazioni di sbarco di Weserübung, nessuna unità di superficie della Kriegsmarine aveva preso il mare alla volta delle acque norvegesi, e questo aveva fatto abbassare la guardia ai comandanti della Royal Navy. Il 6 giugno l'ammiraglio Forbes fece salpare da Scapa Flow la corazzata HMS Valiant, con quattro cacciatorpediniere di scorta, per andare incontro al primo gruppo navale ed accompagnarlo in patria; per il resto, l'ammiraglio poteva disporre della sola corazzata HMS Rodney, visto che gli incrociatori da battaglia HMS Renown e HMS Repulse erano stati inviati il 5 giugno nelle acque dell'Islanda, per verificare la notizia (rivelatasi poi infondata) di uno sbarco tedesco nell'isola.

### LaGloriousnaviga isolata

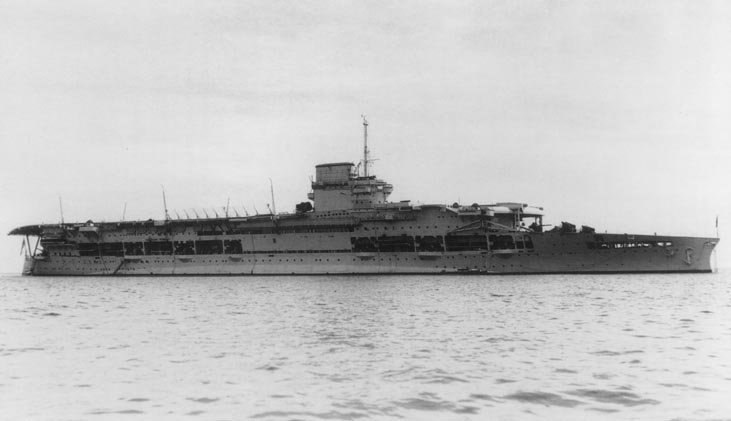
La portaerei Glorious

La Glorious trasportava un gruppo aereo ridotto, in quanto doveva imbarcare gli aerei della RAF di stanza sull'aeroporto norvegese di Bardufoss; nella notte tra il 7 e l'8 giugno (ma con la piena luce, grazie al fenomeno del "sole di mezzanotte"), venti aerei della RAF (dieci Gloster Gladiator e dieci Hawker Hurricane) appontarono tutti sulla portaerei, una notevole impresa aeronautica visto che gli equipaggi non erano specificamente addestrati per tale operazione e che i loro velivoli mancavano del gancio di appontaggio. Conclusa l'operazione, intorno alle 3:00 il comandante della Glorious, capitano Guy D'Oyly-Hughes, chiese il permesso al vice ammiraglio Lionel Victor Wells, imbarcato sulla Ark Royal e dal quale dipendeva gerarchicamente, di separarsi dal convoglio e di rientrare a Scapa Flow per conto proprio, con una rotta più a sud rispetto al resto della formazione; la richiesta di D'Oyly-Hughes venne approvata, ed alle 3:53 la Glorious si separò dal resto della formazione procedendo verso sud-ovest alla velocità di 22 nodi, accompagnata dai cacciatorpediniere HMS Acasta e HMS Ardent come scorta.
La decisione di D'Oyly-Hughes di separarsi dal grosso e di procedere in solitudine alla volta della Gran Bretagna decise in pratica il destino della portaerei, e venne perciò fatta oggetto di molte analisi nel dopoguerra. La Glorious aveva di fatto completato la sua missione (il recupero dei velivoli della RAF), e con il ridotto gruppo aereo che imbarcava poteva dare un contributo minimo alla protezione del convoglio; in ogni caso la nave rappresentava un bersaglio vulnerabile, e quindi sarebbe stato più prudente mantenerla sotto la protezione degli aerei della Ark Royal e delle altre unità di scorta al convoglio. Venne poi ipotizzato che, dopo cinque giorni di operazioni al largo delle coste norvegesi, il carburante a disposizione della portaerei stesse scarseggiando, e non le consentisse di rientrare agevolmente in patria alla ridotta velocità che il convoglio poteva tenere (14 nodi), almeno non senza intaccare la riserva del 33% dell'autonomia, che i regolamenti dell'Ammiragliato prescrivevano di mantenere e di utilizzare solo in caso di contatto con il nemico. Calcoli fatti nel dopoguerra smentirono in gran parte questa teoria, dimostrando che la Glorious sarebbe comunque potuta rientrare in patria insieme al convoglio utilizzando solo il 10% della dotazione di carburante d'emergenza, un sacrificio accettabile in cambio della maggiore protezione offerta alla nave dalla navigazione con il resto delle unità; in ogni caso, non sembra che la situazione del carburante sia stata menzionata nello scambio di messaggi tra Wells e D'Oyly-Hughes prima della partenza di quest'ultimo.
Più volte è stato citato come determinante per la decisione presa da D'Oyly-Hughes un episodio accaduto sulla Glorious alcuni giorni prima: il capitano aveva avuto un duro scontro con il comandante del gruppo aereo imbarcato J. B. Heat, che si era rifiutato di lanciare un attacco aereo dalla portaerei per non mettere a rischio i pochi Fairey Swordfish imbarcati; D'Oyly-Hughes avrebbe preso il rifiuto come un ammutinamento, ed era quindi ansioso di rientrare in patria per sottoporre il comandante Heat alla corte marziale. Le prove a sostegno di tale tesi sono poche: D'Oyly-Hughes venne descritto come un comandante di temperamento "impaziente", anche se ciò non è stato mai provato ufficialmente; un documento manoscritto, consegnato alla commissione inquirente nel 1968, riportava uno scambio di messaggi tra la Glorious e la Ark Royal in cui si faceva menzione della questione della corte marziale, ma su di esso permangono ancora diversi dubbi.
Indipendentemente dalle ragioni di D'Oyly-Hughes, appare criticabile anche il comportamento tenuto dal vice ammiraglio Wells, che lasciò allontanare la portaerei sotto la scorta di soli due cacciatorpediniere: il 17 settembre 1939 la gemella della Glorious, la portaerei HMS Courageous, era stata silurata ed affondata dal sommergibile tedesco U-29 al largo delle coste dell'Irlanda, nonostante la presenza di quattro cacciatorpediniere di scorta. Tale comportamento appare comunque coerente con quello tenuto nelle settimane precedenti nelle acque antistanti Narvik, dove le portaerei britanniche avevano a lungo operato con scorte ridotte al minimo (a volte anche con un solo cacciatorpediniere), senza per questo subire attacchi. Criticato fu anche il comportamento dell'Ammiragliato: il comando della marina era spesso propenso ad inviare ai suoi comandanti in mare pre-allarmi basati sulle risultanze delle ricognizioni anche quando queste non erano del tutto verificate; in quei giorni il centro di decrittazione di Bletchley Park aveva più volte avvisato l'Ammiragliato di un aumento del traffico radio della marina tedesca, segno che una squadra navale aveva probabilmente lasciato il Baltico alla volta del mare del Nord, ma tale notizia, giudicata poco attendibile, non venne ritrasmessa ai comandanti in mare.

### Prime azioni

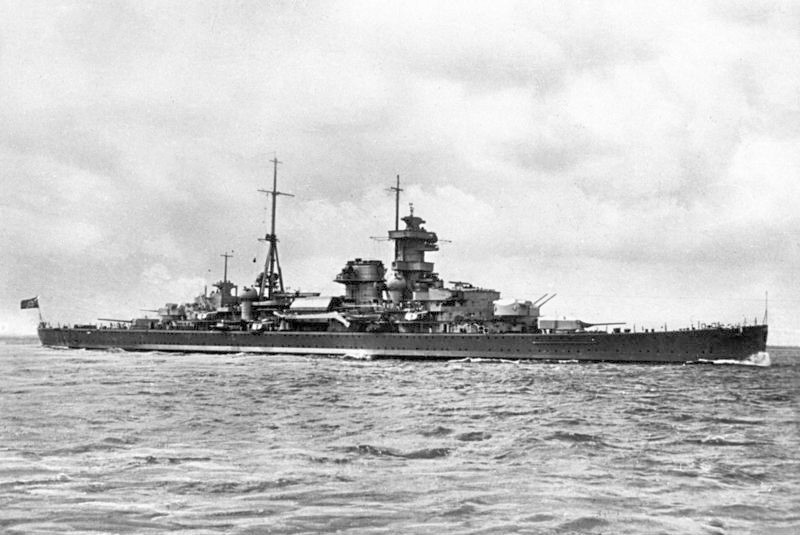
L'incrociatore pesante tedesco Admiral Hipper

Nelle prime ore dell'8 giugno, le unità tedesche iniziarono ad entrare in contatto con unità britanniche che navigavano isolate dal grosso dei convogli. Alle 4:30 l'idrovolante da ricognizione Arado Ar 196 dell'incrociatore Hipper avvistò un piccolo gruppo di navi nemiche: si trattava della petroliera vuota Oil Pioneer scortata dal peschereccio armato HMT Juniper, entrambi salpati da Tromsø il 7 giugno; le due unità vennero attaccate intorno alle 7:00 e rapidamente affondate, senza avere neanche la possibilità di lanciare un SOS: la Oil Pioneer venne colpita dai grossi calibri della Gneisenau e finita da un siluro lanciato dal cacciatorpediniere Hermann Schoemann, mentre la Juniper venne colata a picco dalle bordate della Admiral Hipper. Venticinque superstiti della petroliera e quattro della Juniper vennero raccolti dalle unità tedesche.
Poco dopo, l'idrovolante da ricognizione della Scharnhorst individuò un secondo gruppo di navi più a nord, e Marschall distaccò la Hipper ed i cacciatorpediniere per intercettarlo; si trattava della nave trasporto truppe Orama accompagnata dalla nave ospedale Atlantis: la Orama faceva parte del secondo gruppo di trasporti veloci britannici, ma era superflua alle esigenze del contrammiraglio Vivian e, essendo anche a corto di carburante ed acqua potabile, era stata distaccata perché rientrasse subito in patria, imbarcando solo un centinaio di prigionieri di guerra tedeschi. Alle 9:40 la nave venne attaccata dalla Hipper e rapidamente affondata: il suo marconista tentò di inviare una richiesta di aiuto, ma le sue trasmissioni vennero efficacemente disturbate dai tedeschi, mentre la Atlantis, per non compromettere la sua immunità in quanto nave ospedale, mantenne il silenzio radio. I cacciatorpediniere tedeschi recuperarono 275 sopravvissuti dalla Orama, mentre la Atlantis venne lasciata libera di proseguire.

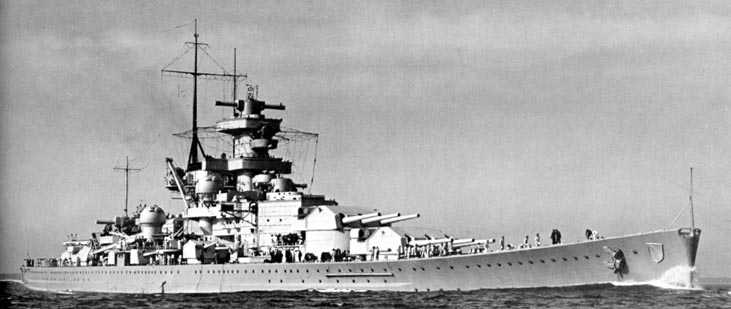
La nave da battaglia tedesca Scharnhorst

Nonostante questi successi, la squadra tedesca non riuscì ad entrare in contatto con il corpo centrale dei due convogli Alleati, che continuavano a navigare indisturbati ignari della presenza in zona delle navi di Marschall. Intorno alle 13:30, l'ammiraglio tedesco decise di interrompere la caccia e di dirigersi invece verso la costa settentrionale norvegese, nella speranza di intercettare qualcuna delle unità da guerra nemiche precedentemente segnalate dai ricognitori della Luftwaffe nei pressi dell'Andfjord; poiché però la Hipper ed i cacciatorpediniere non avevano abbastanza autonomia, Marschall ordinò loro di dirigersi a Trondheim per fare rifornimento, mentre lui continuava verso nord con solo la Scharnhorst e la Gneisenau. Intorno alle 15:45, le due navi tedesche individuarono del fumo all'orizzonte: si trattava della Glorious e dei suoi cacciatorpediniere di scorta.

### L'affondamento dellaGlorious

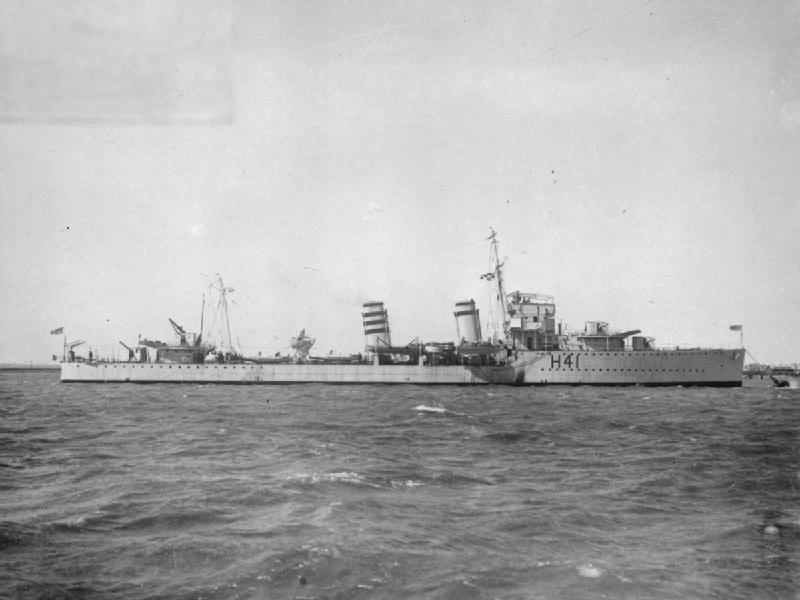
Il cacciatorpediniere britannico

Al momento dell'avvistamento, la Glorious si trovava circa 200 miglia davanti al secondo convoglio navale; la nave procedeva a zig-zag per evitare attacchi di sommergibili, ma viaggiava alla velocità ridotta di 17 nodi (a dispetto di una velocità massima di 30 nodi), con solo dodici delle diciotto caldaie in funzione. Cosa ben più grave (visto che né la nave né i cacciatorpediniere di scorta disponevano di apparecchiature radar) la Glorius non aveva vedette sulla coffa, né manteneva in volo qualche aereo da ricognizione, e neanche disponeva di velivoli pronti al lancio sul ponte: una pattuglia di tre Sea Gladiator ed uno Swordfish era mantenuta pronta al lancio in 10 minuti, ma per il resto gli hangar della nave erano ingombri dei velivoli della RAF, inutilizzabili in quanto mancanti del gancio d'appontaggio. Se l'assenza di velivoli da ricognizione può essere spiegata con la scarsa dimestichezza di D'Oyly-Hughes nelle operazioni aeronavali (era stato un comandante di sommergibili prima di assumere la guida della Glorious nel maggio del 1939) e con il suo desiderio di dare maggior riposo agli equipaggi, rimane senza spiegazione l'assenza di vedette sulla portaerei, anche in considerazione del fatto che la coffa della Glorious era due volte più alta di quella dei cacciatorpediniere di scorta.
Con mare calmo ed una visibilità eccellente, le vedette della Scharnhorst avvistarono il fumo della squadra britannica intorno alle 15:45; verso le 15:58 le navi britanniche apparvero sull'orizzonte, e Marschall ordinò di accelerare alla massima velocità per intercettarle: la Scharnhorst si trovava più avanti rispetto alla Gneisenau, ma poteva sviluppare una velocità leggermente più ridotta (29 nodi contro 30,5) a causa di noie alle caldaie. Le navi tedesche vennero notate dalla Glorious intorno alle 16:01, sull'orizzonte ad ovest della nave; D'Oyly-Hughes ordinò quindi alla Ardent, che navigava 440 metri davanti alla prua della portaerei sul lato di dritta (la Acasta era sull'altro lato, a babordo) di separarsi dalla formazione e di dirigersi verso le unità avvistate, onde accertarne l'identità. La Ardent classificò alle 16:15 come "nemiche" le navi avvistate, ed alle 16:20 venne dato l'allarme generale sulla Glorious, ma le reazioni della nave erano rallentate dal fatto che un terzo delle caldaie erano spente; venne ordinato di approntare per il lancio i cinque aerosiluranti Swordfish della portaerei, ma i velivoli erano armati con bombe antisommergibile, e necessitavano di tempo per essere riarmati con i più efficaci siluri. I due cacciatorpediniere si adoperarono subito per stendere cortine fumogene con cui mascherare la Glorious.

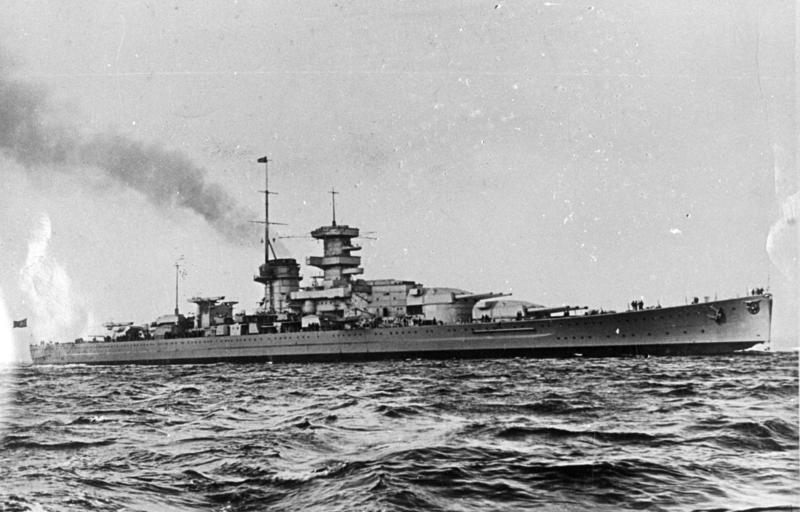
La Gneisenau, nave ammiraglia della squadra tedesca

Alle 16:27 la Gneisenau aprì il fuoco con i suoi cannoni secondari da 150 mm sulla Ardent, la più vicina delle unità britanniche, seguita tre minuti più tardi dalla Scharnhorst; il cacciatorpediniere britannico riuscì a mettere in atto una certa resistenza, riuscendo a piazzare un colpo da 120 mm sulla Scharnhorst e lanciando diversi siluri verso le navi tedesche, ma venne ben presto gravemente danneggiato dal fuoco dell'artiglieria secondaria delle due navi da battaglia. Alle 16:32, la Scharnhorst aprì il fuoco sulla Glorious con i cannoni principali da 280 mm, sparando dalla distanza-record di 26 150 m; le prime due salve caddero fuori bersaglio, ma alle 16:38 la terza colpì in pieno la portaerei da una distanza di 24 175 m, il più lontano colpo d'artiglieria mai registrato messo a segno da una corazzata: un proiettile da 280 mm trapassò il ponte di volo ed esplose nell'hangar sottostante, innescando subito un vasto incendio tra gli aerei ivi parcheggiati; lo squarcio proprio al centro del ponte di volo rendeva ora impossibile lanciare qualsiasi aereo. Alle 16:44 anche la Gneisenau aprì il fuoco sulla Glorious con i suoi 280 mm, anche se ormai le cortine fumogene alzate dai cacciatorpediniere erano diventate abbastanza fitte, disturbando notevolmente il tiro delle unità tedesche. Alle 16:56 un colpo di grosso calibro colpì il ponte della Glorious, uccidendo il capitano D'Oyly-Hughes e gran parte del personale di comando; la guida della nave passò quindi all'ufficiale esecutivo Lovell.
Con la Glorious in gran parte coperta dal fumo, le due unità tedesche tornarono quindi a dirigere il tiro sulla già danneggiata Ardent: colpito più volte ed in preda a vasti incendi, il cacciatorpediniere britannico si capovolse ed affondò intorno alle 17:25. Poco dopo le 17:15 la Glorious tornò ad essere visibile tra le nubi di fumo, e le due unità tedesche ripresero il tiro su di lei: alle 17:20 un proiettile da 280 mm della Gneisenau colpì la portaerei, danneggiando gravemente la sala macchine e condannando in pratica la nave, che iniziò a perdere velocità; nonostante la Acasta cercasse di stendere una nuova cortina fumogena per proteggerla, la Glorious venne ripetutamente colpita da altri proiettili di grosso calibro, iniziando a muoversi in cerchio. Le unità tedesche interruppero il tiro intorno alle 17:40; completamente avvolta dalle fiamme e fortemente inclinata, la Glorious si capovolse ed affondò intorno alle 18:10. Rimasto solo, il cacciatorpediniere Acasta mise in atto un ultimo disperato attacco contro le unità tedesche: verso le 17:30 emerse dalla cortina fumogena davanti alla Scharnhorst e le lanciò contro due salve da quattro siluri ciascuna; uno di questi colpì in pieno la fiancata della nave all'altezza della torre di poppa, uccidendo 48 membri dell'equipaggio e distruggendo due sale macchine, obbligando la Scharnhorst a rallentare notevolmente l'andatura. La Acasta finì ben presto sotto il fuoco delle artiglierie secondarie delle due unità tedesche, venendo crivellata di colpi; completamente in fiamme, affondò intorno alle 18:20.

### La fine della missione

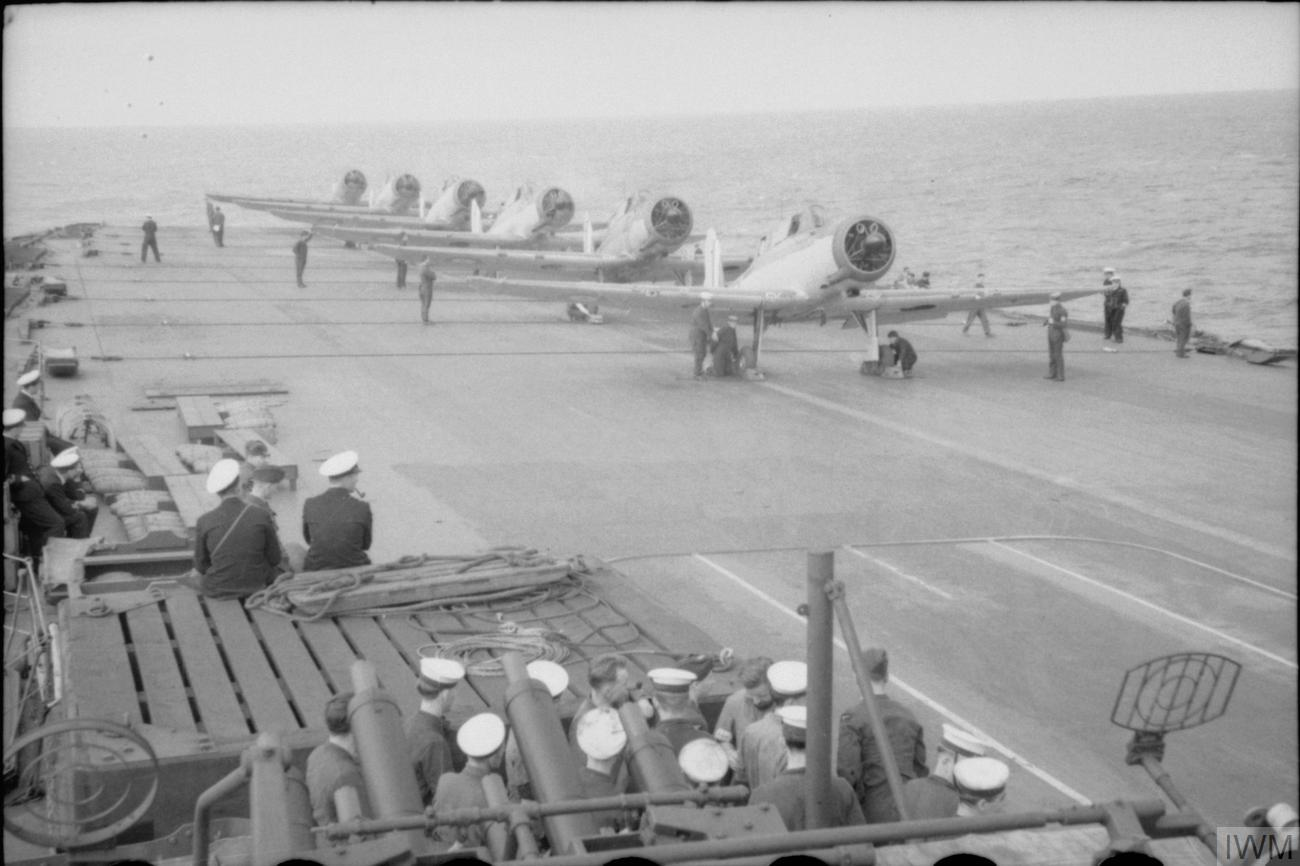
Aerosiluranti britannici Blackburn Skua in procinto di decollare dalla portaerei

Con la Scharnhorst gravemente danneggiata ma ancora capace di tenere il mare, ed il pericolo potenziale che altre unità britanniche arrivassero sulla scena richiamate dai segnali radio, verso le 18:15 Marschall ordinò alla sua squadra di lasciare il teatro dello scontro e di fare rotta per Trondheim, senza fermarsi a recuperare i superstiti britannici. Si stimò che almeno 900 uomini delle tre navi britanniche sopravvissero agli affondamenti a bordo di zattere e battelli di salvataggio, ma i soccorsi arrivarono con molta lentezza: alle 23:45 del 10 giugno il mercantile norvegese SS Borgund, in rotta da Tromsø a Thorshavn, recuperò 3 ufficiali e 35 marinai della Glorious (compresi due ufficiali piloti della RAF, il maggiore Kenneth B. B. Cross ed il capitano P. G. Jameson, unici sopravvissuti del loro gruppo) e l'unico superstite della Acasta (il marinaio scelto C. Carter); portati alle isole Fær Øer, vennero poi recuperati dal cacciatorpediniere HMS Veteran e riportati in patria. Altri cinque marinai della Glorious vennero recuperati da un'altra nave norvegese e riportati in Norvegia, mentre un idrovolante tedesco recuperò i due unici sopravvissuti della Ardent; tutti questi vennero poi fatti prigionieri dai tedeschi. L'affondamento della Glorious, della Ardent e della Acasta costò alla Royal Navy la perdita di 1 559 uomini, con solo 46 superstiti delle tre unità.
Solo alle 9:00 del 9 giugno, quando la nave ospedale Atlantis si incontrò con la corazzata Valiant, i britannici ebbero finalmente sentore dell'azione della squadra tedesca: informato, l'ammiraglio Forbes prese subito tutti i provvedimenti necessari per rafforzare la scorta ai convogli, salpando da Scapa Flow a bordo della corazzata Rodney, richiamando gli incrociatori da battaglia dalle acque islandesi ed inviando sommergibili e ricognitori aerei a pattugliare le acque del mare del Nord. Le due navi da battaglia tedesche arrivarono indisturbate a Trondheim nel primo pomeriggio del 9 giugno, di poche ore precedute dal gruppo della Hipper; solo la mattina del 10 giugno un ricognitore del Coastal Command avvistò infine la squadra tedesca mentre stazionava nel fiordo di Trondheim. Quella stessa mattina Marschall, finalmente informato dell'evacuazione delle truppe Alleate da Narvik, riportò in mare la Gneisenau, la Hipper ed i cacciatorpediniere per dare la caccia ai convogli, ma questi ormai erano ben lontani dalla sua portata, arrivando l'11 giugno tutti sani e salvi in Gran Bretagna; le navi tedesche rientrarono a Trondheim quella sera stessa.
Sperando di replicare l'azione che aveva portato all'affondamento dell'incrociatore leggero tedesco Königsberg nei primi giorni della campagna norvegese, Forbes ordinò una serie di attacchi aerei sulla squadra di Marschall mentre questa era ancora ancorata a Trondheim. Nel pomeriggio dell'11 giugno una dozzina di bombardieri Lockheed Hudson della RAF tentarono un bombardamento da alta quota delle navi tedesche, ma nessuna bomba andò a segno; all'1:00 del 13 giugno invece fu la volta della Ark Royal, che, portatasi a 170 miglia da Trondheim, lanciò 15 bombardieri in picchiata Blackburn Skua della Fleet Air Arm: gli aerei riuscirono a piazzare una bomba sulla Scharnhorst che tuttavia non esplose, mentre otto velivoli furono abbattuti dalla contraerea o dai caccia tedeschi. La Ark Royal recuperò i superstiti e rientrò incontrastata a Scapa Flow il 14 giugno; alle 17:00 del 15 giugno, Forbes rientrò alla base con la Rodney e la Renown, ponendo formalmente termine alla campagna norvegese.

## Conseguenze

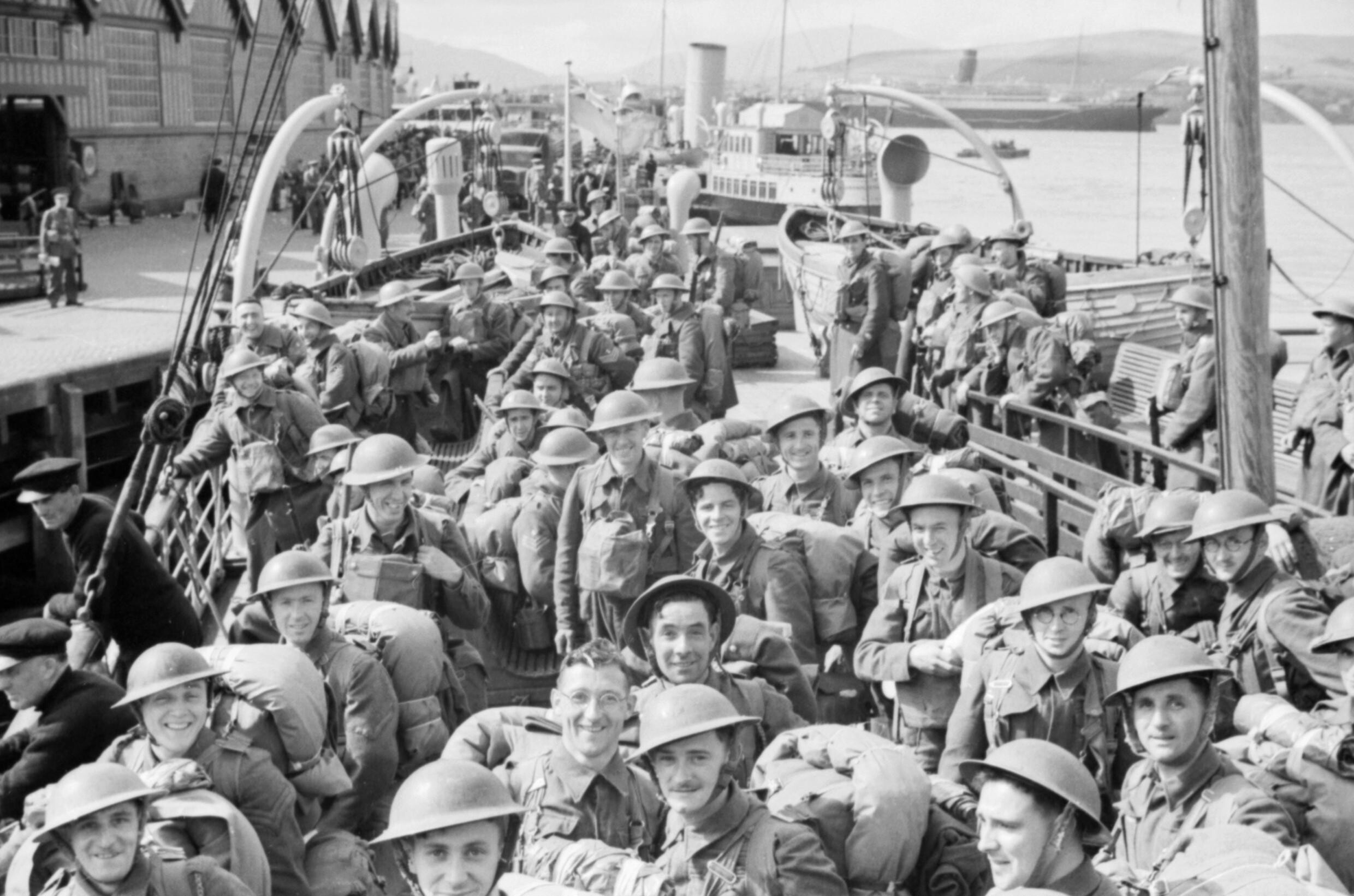
Soldati britannici rientrati dalla Norvegia nel porto di Greenock, in Scozia

La perdita della Glorious e di quasi tutto il suo equipaggio rappresentò un grave scacco per la Royal Navy: delle cinque portaerei disponibili all'entrata in guerra, due erano già state affondate dai tedeschi. La perdita della nave rappresentò l'ultimo capitolo di una campagna conclusasi disastrosamente per le truppe Alleate, costrette a battere in ritirata e ad abbandonare la Norvegia all'occupazione tedesca. In ogni caso, la Royal Navy riuscì ad organizzare una efficiente evacuazione delle truppe Alleate, che poterono così rientrare felicemente e senza perdite in Gran Bretagna.
Proprio il non essere riuscito ad intercettare i convogli Alleati carichi di truppe, unitamente all'eccessivo consumo di munizioni ed ai danni patiti nel corso dell'azione, attirò sull'ammiraglio Marschall pesanti critiche circa il suo operato; il 7 luglio 1940 Marschall venne sollevato dal comando della flotta di superficie tedesca e rimpiazzato con l'ammiraglio Günther Lütjens. Le perdite tedesche della spedizione non si limitarono alla Scharnhorst: alle 22:00 del 20 giugno, mentre con il resto della squadra stava accompagnando la nave gemella in patria per le riparazioni, la Gneisenau venne colpita da un siluro lanciato dal sommergibile britannico HMS Clyde, che attraversò la prua della nave provocando un grande squarcio; la nave non affondò ma, unitamente alla Scharnhorst, dovette rimanere per diversi mesi in cantiere per le riparazioni. I danni alle due navi da battaglia andarono ad aggiungersi a quelli, ben più gravi, patiti dalle unità della Kriegsmarine durante tutta la campagna norvegese: nel luglio del 1940, rimanevano operativi solo un incrociatore pesante (la Hipper), due incrociatori leggeri e quattro cacciatorpediniere; le gravi perdite patite dalle unità da guerra furono una delle cause del rinvio, poi divenuto definitivo, dell'operazione Seelöwe, il piano tedesco per uno sbarco nel sud dell'Inghilterra attraverso il canale de La Manica.